# The D.O.C.
Tracy Lynn Curry (Los Ángeles, California; 10 de junio de 1968), conocido por su nombre artístico The D.O.C., es un rapero estadounidense originario de Dallas, Texas. Fue  miembro del grupo de hip-hop Fila Fresh Crew, y también colaboró con el grupo de gangsta rap N.W.A, en el cual coescribió muchas de sus canciones, como también para el álbum Eazy-Duz-It. Fue uno de los fundadores de Death Row Records junto con Suge Knight y Dr. Dre

## Discografía

### Álbumes de estudio
- 1989: No One Can Do It Better
- 1996: Helter Skelter
- 2003: Deuce

### Colaboraciones
- 1987: N.W.A. and the Posse (con N.W.A.)
- 1988: Tuffest Man Alive (con Fila Fresh Crew)

- Datos: Q502998
- Multimedia: The D.O.C. / Q502998